# Биляли, Амир
Амир Биляли (алб. Amir Bilali; род. 15 апреля 1994 или 15 мая 1994, Гостивар) — албанский и северомакедонский футболист, защитник.

## Карьера
В августе 2020 года перешёл в румынский клуб «Академика Клинчени».
В январе 2012 года стал игроком венгерского клуба «Мезёкёвешд».
В августе 2022 года подписал контракт с клубом «Акжайык».

## Достижения
«Целе»
- Серебряный призёр чемпионата Словении: 2014/15
- Финалист Кубка Словении: 2014/15

«Акжайык»
- Финалист Кубка Казахстана: 2022

## Клубная статистика
| Игровая карьера | Игровая карьера    | Игровая карьера | Лига | Лига | Кубок | Кубок | Межд. | Межд. | Др. | Др. |
| --------------- | ------------------ | --------------- | ---- | ---- | ----- | ----- | ----- | ----- | --- | --- |
| 2020/21         | Академика Клинчени | А               | 15   | 1    | 1     | 0     | —     | —     | —   | —   |
| 2021/22         | Академика Клинчени | А               | 16   | 0    | 1     | 0     | —     | —     | —   | —   |
| 2021/22         | Мезёкёвешд         | А               | 7    | 0    | —     | —     | —     | —     | —   | —   |
| 2022            | Акжайык            | А               | 8    | 0    | 2     | 0     | —     | —     | —   | —   |